# 格雷格·萊蒙德
格雷格·萊蒙德（英語：Greg LeMond，1961年6月26日—），美国前职业公路自行车选手，企业家、反兴奋剂活动家，生于加利福尼亚州莱克伍德，1983年和1989年两次获得世界公路自行车锦标赛男子组冠军，1986年、1989年、1990年3次获得环法自行车赛冠军，被许多人认为是美国有史以来最伟大的自行车选手之一和体育全球化偶像。